# Grzegorz Berendt
Grzegorz Berendt (* 1964) je polský historik.
Studoval na Gdaňské univerzitě, doktorát obhájil v roce 1995 a habilitoval 2007. Specializuje se na historii Polska ve 20. století, historii Pomořanska a dějiny Židů v Polsku. Publikoval řadu vědeckých i populárně-naučných prací.
Vyučuje na Gdaňské univerzitě a je členem vědecké rady Židovského historického institutu.

## Dílo (výběr)
- Żydzi na terenie Wolnego Miasta Gdańska w latach 1920–1945, Gdaňsk 1997.
- Żydzi na gdańskim rozdrożu 1945–1950, Gdaňsk 2000.
- A. Grabski, A. Stankowski, Studia z historii Żydów w Polsce po 1945 r., Varšava 2000.
- A. Grabski, Między emigracją a trwaniem: syjoniści i komuniści żydowscy w Polsce po Holocauście, Varšava 2003.
- Krokowa i okolice w okresie "upiornej dekady" (1939–1949), "Acta Cassubiana" 2005, t. 7.
- Życie żydowskie w Polsce w latach 1950–1956. Z dziejów Towarzystwa Społeczno-Kulturalnego Żydów w Polsce, Gdaňsk 2006.